# Kalundborg (stacja kolejowa)
Kalundborg (duński: Kalundborg Station) – stacja kolejowa w miejscowości Kalundborg, w regionie Zelandia, w Danii. Znajduje się na Nordvestbanen prowadzącej z Roskilde. Stacja składa się z czterech torów.
Jest obsługiwana i zarządzana przez Danske Statsbaner.

## Linie kolejowe
- Nordvestbanen